# Liste der Biografien/Seu
Liste der Biografien |
Portal Biografien |
Personensuche
# |
A |
B |
C |
D |
E |
F |
G |
H |
I |
J |
K |
L |
M |
N |
O |
P |
Q |
R |
S |
T |
U |
V |
W |
X |
Y |
Z |
?
 
Sa |
Sb |
Sc |
Sd |
Se |
Sf |
Sg |
Sh |
Si |
Sj |
Sk |
Sl |
Sm |
Sn |
So |
Sp |
Sq |
Sr |
Ss |
St |
Su |
Sv |
Sw |
Sy |
Sz
 
Sea |
Seb |
Sec |
Sed |
See |
Sef |
Seg |
Seh |
Sei |
Sej |
Sek |
Sel |
Sem |
Sen |
Seo |
Sep |
Seq |
Ser |
Ses |
Set |
Seu |
Sev |
Sew |
Sex |
Sey |
Sez
Die Liste der Biografien führt alle Personen auf, die in der deutschsprachigen Wikipedia einen Artikel haben. Dieses ist eine Teilliste mit 113 Einträgen von Personen, deren Namen mit den Buchstaben „Seu“ beginnt.

## Seu

### Seub
- Seub Nakhasathien († 1990), thailändischer Umweltschützer
- Seube, Nicolas (* 1979), französischer Fußballspieler
- Seubel, Jennifer, Flötistin, Autorin und Dozentin an der Hochschule für Musik und Tanz Köln
- Seubelt, Georg (1873–1951), deutscher Verwaltungsjurist, Bezirksamtmann und Ministerialbeamter
- Seuberlich, Erich (1882–1946), deutsch-baltischer Genealoge
- Seuberlich, Hans Erich (1920–1984), deutscher Schriftsteller
- Seubert, Adolf (1819–1880), württembergischer Offizier, Schriftsteller und Übersetzer
- Seubert, Adolf (1833–1883), Landtagsabgeordneter Großherzogtum Hessen
- Seubert, Emily, deutsche Synchronsprecherin
- Seubert, Friedrich (1819–1890), deutscher Verwaltungsbeamter und Parlamentarier
- Seubert, Harald (* 1967), deutscher, evangelischer Theologe, Philosoph und Hochschullehrer
- Seubert, Holger (* 1966), deutscher Diplomat
- Seubert, Johann Carl (1760–1845), württembergischer Oberamtmann
- Seubert, Karl (1851–1942), deutscher Chemiker
- Seubert, Max Heinrich von (1891–1975), deutscher Unternehmer
- Seubert, Max von (1837–1914), badischer Offizier
- Seubert, Moritz (1852–1905), deutscher Verwaltungs- und Ministerialbeamter
- Seubert, Moritz August (1818–1878), deutscher Botaniker
- Seubert, Rudolf (1873–1946), badischer Eisenbahnbeamter und Politiker (Zentrum)
- Seubert, Sandra, deutsche Politikwissenschaftlerin und Hochschullehrerin
- Seubert, Susan (* 1970), US-amerikanische Fotografin und Fotojournalistin
- Seubert, Timon (* 1987), deutscher Radrennfahrer
- Seubert, Walter (* 1974), deutscher Jurist und Politiker (CDU)
- Seubert, Werner (* 1950), deutscher Fußballspieler
- Seubold, Günter (* 1955), deutscher Philosoph, Autor und Hochschullehrer

### Seuf
- Seuferle, Walter (1928–2014), deutscher Manager
- Seufert, Christina (* 1957), US-amerikanische Turmspringerin
- Seufert, Georg (1885–1957), deutscher Jurist und Kommunalpolitiker
- Seufert, Günter (* 1955), deutscher Journalist und Soziologe
- Seufert, Karl Rolf (1923–1992), deutscher Schriftsteller
- Seufert, Michael (* 1943), deutscher Journalist
- Seufert, Nils (* 1997), deutscher Fußballspieler
- Seufert, Peter (* 1964), deutscher Fußballspieler
- Seufert, Sabine (* 1967), deutsche Wirtschaftspädagogin
- Seufferheld, Heinrich (1866–1940), deutscher Künstler
- Seufferheld, Johann Georg (1813–1874), Kaufmann, Stifter und Politiker der Freien Stadt Frankfurt
- Seufferheld, Marquard Georg (1781–1848), Kaufmann, Stifter und Politiker der Freien Stadt Frankfurt
- Seuffert, Bernhard (1853–1938), deutscher Germanist
- Seuffert, Eduard (1819–1855), österreichischer Klavierbauer
- Seuffert, Ernst August von (1829–1907), deutscher Rechtsgelehrter
- Seuffert, Franz Ignaz (1732–1810), deutscher Orgelbauer
- Seuffert, Franz Martin († 1847), deutsch-österreichischer Orgel- und Klavierbauer
- Seuffert, Georg Karl von (1800–1870), deutscher Jurist
- Seuffert, Hermann (1836–1902), deutscher Strafrechtsprofessor und Rechtspolitiker
- Seuffert, Johann Adam von (1794–1857), deutscher Rechtsgelehrter
- Seuffert, Johann Ignaz (1728–1807), deutscher Orgelbauer
- Seuffert, Johann Michael von (1765–1829), deutscher Jurist und Politiker
- Seuffert, Johann Philipp (1693–1780), deutscher Orgelbauer und Begründer einer Orgelbaufamilie
- Seuffert, Josef (1926–2018), deutscher römisch-katholischer Geistlicher und Kirchenlieddichter
- Seuffert, Joseph von (1849–1914), Bürgermeister von Traunstein
- Seuffert, Lothar von (1843–1920), deutscher Rechtsgelehrter
- Seuffert, Matthias (* 1971), deutscher Jazzmusiker
- Seuffert, Robert (1874–1946), deutscher Maler und Professor an der Kölner Werkschule
- Seuffert, Walter (1907–1989), deutscher Jurist und Politiker (SPD), MdB, MdEP

### Seug
- Seugui, Moussa († 2006), tschadischer General, Generalstabschef

### Seui
- Seuil (* 1981), französischer DJ und Produzent elektronischer Tanzmusik

### Seul
- Seul, Georg (* 1963), deutscher Schachspieler
- Seul, Hermann (1827–1912), Landrat, Versicherungsdirektor, MdR
- Seul, Jürgen (* 1962), deutscher Lektor, Redakteur und Autor
- Seul, Shirley Michaela (* 1962), deutsche Schriftstellerin, Autorin und Ghostwriterin
- Seulen, Felix (1900–1958), deutscher Landrat und Oberkreisdirektor
- Seulgi (* 1994), südkoreanische SängerinSeulgi (* 1994)

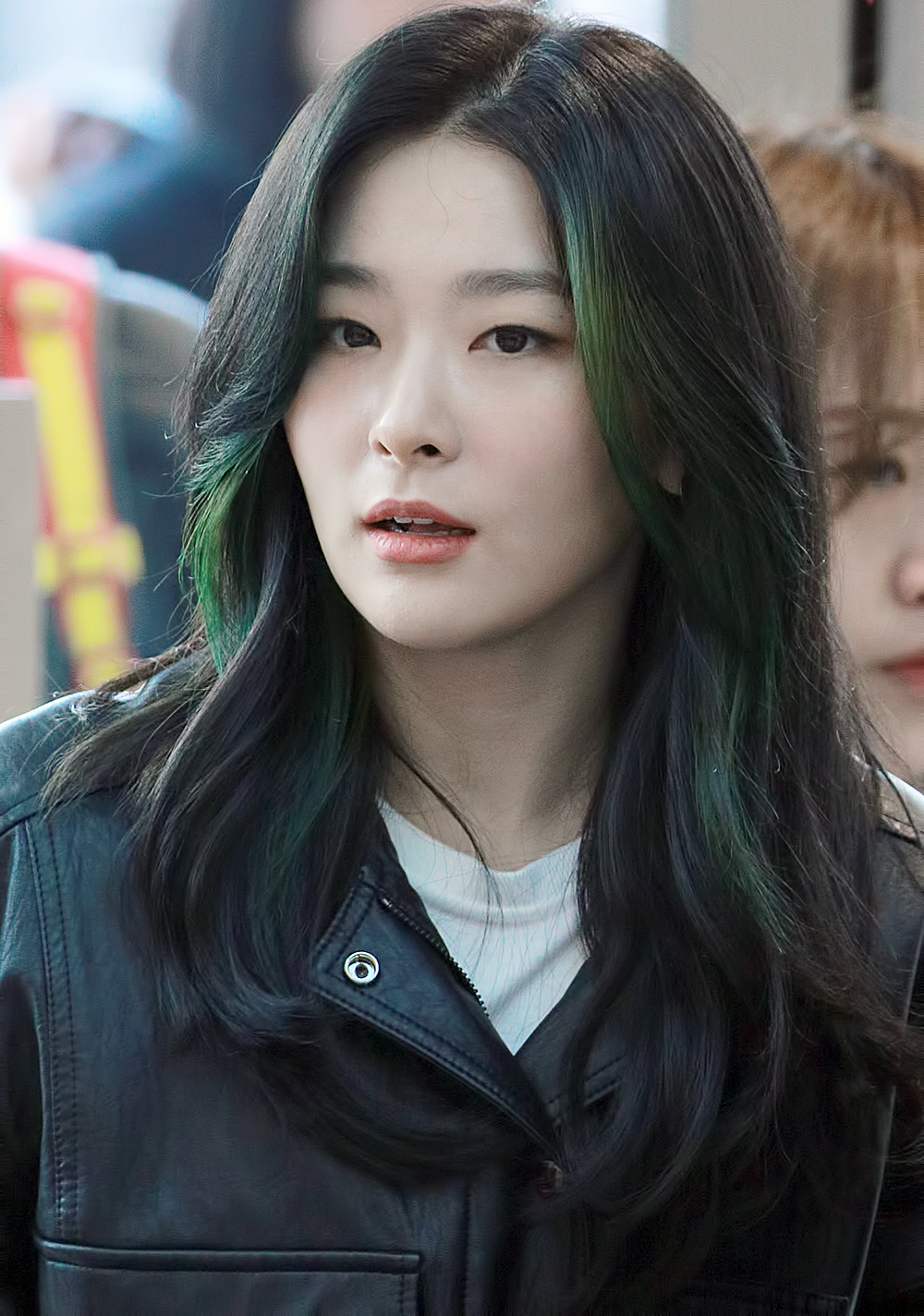
Seulgi (* 1994)

- Seuling, Karl (1900–1984), deutscher Politiker (KPD), Landtagsabgeordneter Volksstaat Hessen

### Seum
- Seum, Peter (1949–1998), deutscher Schauspieler
- Seumalo, Isaac (* 1993), US-amerikanischer American-Football-Spieler
- Seume, Dagmar (* 1964), deutsche Filmregisseurin
- Seume, Franz (1903–1982), deutscher Politiker (SPD, CDU), MdB
- Seume, Johann Gottfried (1763–1810), deutscher Schriftsteller und DichterJohann Gottfried Seume (1763–1810)

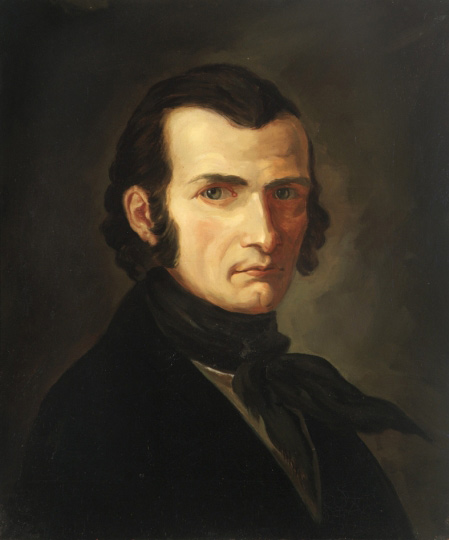
Johann Gottfried Seume (1763–1810)

- Seume, Sabine (1963–2021), deutsche Tänzerin und Choreographin

### Seun
- Seung Sahn (1927–2004), südkoreanischer Zen-Meister
- Seunghee (* 1996), südkoreanische Sängerin, Schauspielerin, Model und MC
- Seungri (* 1990), südkoreanischer Sänger, Schauspieler und Songwriter
- Seunig, Ronald (* 1964), österreichischer Unternehmer und Herausgeber
- Seunig, Waldemar (1887–1976), österreichischer Offizier, Sportreiter, Pferdetrainer und Autor
- Seuntjens, Mats (* 1992), niederländischer Fußballspieler

### Seup
- Seupel, Johann Adam (1662–1717), Straßburger Maler und Kupferstecher
- Seupel, Taylor Watson, US-amerikanischer Schauspieler, Filmproduzent und Filmregisseur
- Seuphor, Michel (1901–1999), belgisch-französischer Maler

### Seur
- Seurat, Georges (1859–1891), französischer Maler und Vertreter des Pointillismus
- Seurat, Léon Gaston (1872–1949), französischer Zoologe und Parasitologe
- Seurat, Michel (1947–1986), französischer Soziologe und Arabist
- Seurat, Pilar (1938–2001), philippinische Schauspielerin und Tänzerin
- Seurei, Benson (* 1984), bahrainischer Mittelstreckenläufer kenianischer Herkunft
- Seuren, Günter (1932–2003), deutscher Schriftsteller
- Seuren, Maike (* 1986), deutsche Fußballspielerin
- Seuring, Stefan (* 1967), deutscher Wirtschaftswissenschaftler

### Seus
- Seus, Lydia Maria (* 1954), deutsche Sozialwissenschaftlerin und Kriminologin
- Seuschek, Julia (* 1993), österreichische Schriftstellerin
- Seuse, Heinrich († 1366), mittelalterlicher Mystiker, wirkte in Konstanz und Ulm, 1831 seliggesprochen
- Seusenhofer, Konrad († 1517), Plattner der Frührenaissance
- Seuser, Sandra (* 1966), deutsche Leichtathletin
- Seusing, Ekkehart (* 1947), deutscher Wirtschaftswissenschaftler und Bibliothekar
- Seuss, Dr. (1904–1991), US-amerikanischer Kinderbuch-Autor und CartoonzeichnerDr. Seuss (1904–1991)

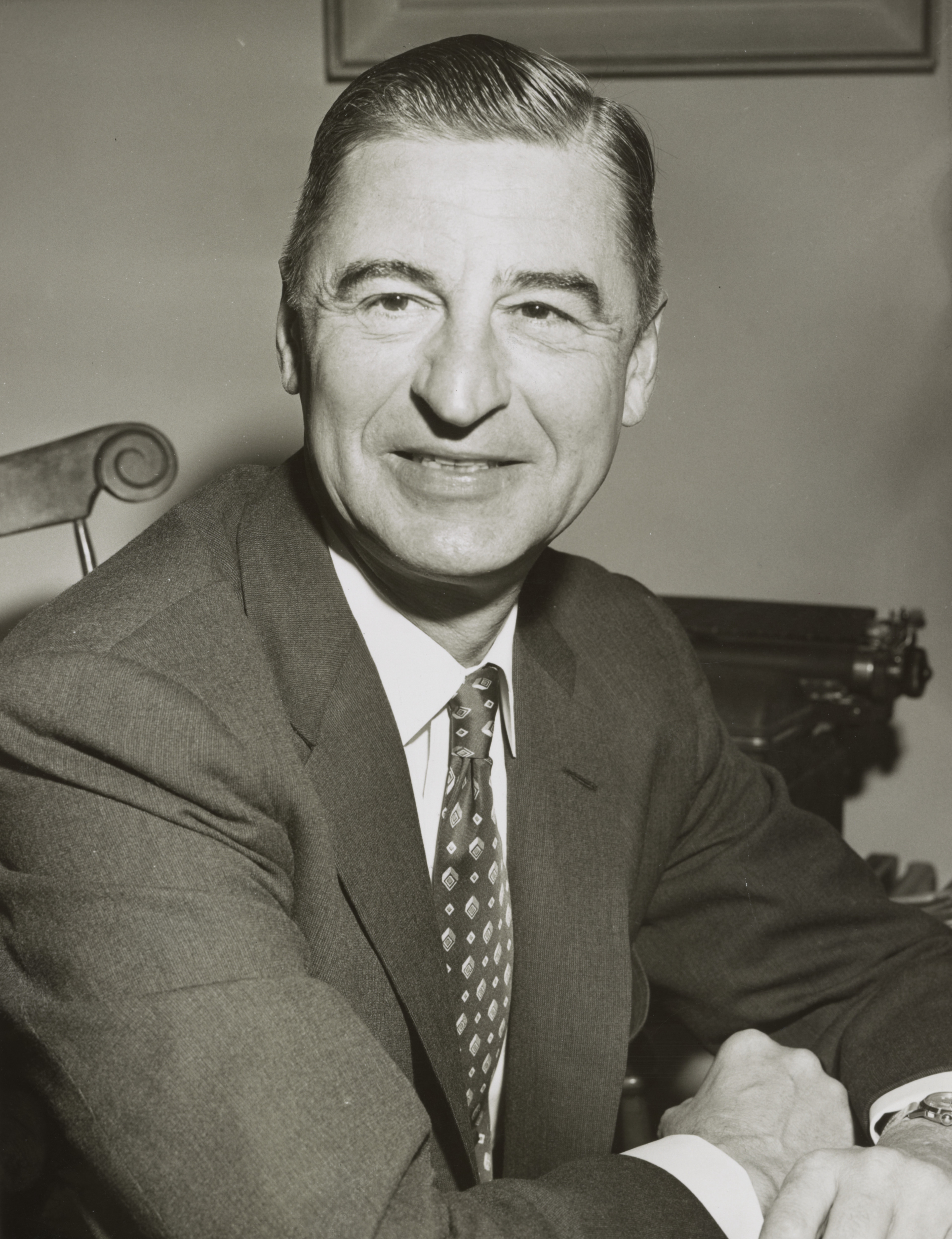
Dr. Seuss (1904–1991)

- Seuß, Josef (1906–1946), deutscher SS-Hauptscharführer
- Seuss, Juergen (1935–2023), deutscher Buchgestalter, Verleger, Autor und Hochschullehrer
- Seuss, Ludwig (* 1964), deutscher Pianist, Organist und Akkordeonist. Mitglied der Spider Murphy Gang
- Seuß, Richard (1897–1963), deutscher Korvettenkapitän, Lehrer und Komponist
- Seuster, Lisa (* 1942), deutsche Politikerin (SPD), MdB

### Seut
- Seutemann, Karl (1871–1958), deutscher Sozialwissenschaftler, Jurist und Statistiker
- Seuter, Gordian († 1534), Bürgermeister der Reichsstadt Kempten
- Seuthe, Paul (1909–1997), deutscher Kunstmaler und Architekt
- Seuthes I. († 410 v. Chr.), König der Odrysen in Thrakien
- Seuthes III., thrakischer Fürst der Odrysen
- Seutin, Louis Joseph (1793–1862), belgischer Arzt und Chirurg
- Seutloali, Khoarahlane (* 1992), lesothischer Leichtathlet
- Seutter von Loetzen, Carl Friedrich (1820–1892), österreichischer Industrieller und Abgeordneter zum österreichischen Reichsrat
- Seutter von Loetzen, Ruth (1925–2012), deutsche Schauspielerin
- Seutter von Lötzen, Johann Georg (1769–1833), deutscher Förster und Forstwissenschaftler
- Seutter von Lötzen, Theodor August (1778–1841), badischer Generalleutnant
- Seutter von Lötzen, Wilhelm (1901–1982), deutscher Widerstandskämpfer zur NS-Zeit, bayerischer Monarchist
- Seutter, Bartholomäus (1678–1754), Goldarbeiter, Emailleur, Porzellan- und Fayencemaler und -händler, Seidenfärber, Kupferstecher und Verleger
- Seutter, Matthäus (1678–1757), deutscher Kartograf und Kupferstecher sowie Gründer der Druckerei und des Verlages SeutterMatthäus Seutter (1678–1757)

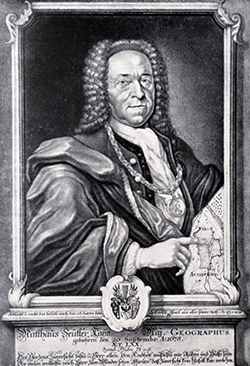
Matthäus Seutter (1678–1757)

### Seuw
- Seuwen, Peter (* 1960), deutscher Autor und Regisseur